# Richard Gasquet
Richard Gasquet (Béziers, 1986. június 18. –) olimpiai bronzérmes francia hivatásos teniszező. Jelenleg ő a negyedik legjobban rangsorolt francia a világranglistán. 2003-ban ő lett a legfiatalabb  teniszező, aki valaha a világranglista első 100 helyezettje között zárta az évet. 2004-ben megnyerte a Roland Garros vegyes páros versenyét, oldalán Tatiana Golovinnal. 2007-ben bejutott a Wimbledoni teniszbajnokság elődöntőjébe, ez eddigi legjobb Grand Slam eredménye. Gasquet-t tartják napjaink egyik legtehetségesebb, legsokoldalúbb játékosának, ezt bizonyítja, hogy ő az egyike annak a három aktív játékosnak, akik minden borításon tudtak már tornát nyerni karrierjük során (a másik kettő Roger Federer és Andy Roddick). Egykezes fonákja a mai tenisz egyik leghatékonyabb és legszebb ütése egyben.

## Grand Slam-döntők

### Vegyes páros döntő
| Év   | Helyszín      | Partner         | Ellenfelek a döntőben    | Eredmény a döntőben |
| 2004 | Roland Garros | Tatiana Golovin | Cara Black / Wayne Black | 6–3, 6–4            |

## ATP-döntői
| Összesítés                                            | Összesítés |
| ----------------------------------------------------- | ---------- |
| Grand Slam-torna                                      | (0)        |
| ATP World Tour Masters 1000 / ATP Masters Series      | (0)        |
| ATP World Tour 500 Series / International Series Gold | (0)        |
| ATP World Tour 250 Series / International Series      | (6)        |
| ATP World Tour Finals / Tennis Masters Cup            | (0)        |

### Győzelmei (8)
| No. | Dátum                | Helyszín                              | Borítás          | Ellenfél a döntőben | Eredmény a döntőben      |
| 1.  | 2005. június 13.     | Nottingham, Egyesült Királyság        | Fű               | Makszim Mirni       | 6-2, 6-3                 |
| 2.  | 2006. június 19.     | Nottingham, Amerikai Egyesült Államok | Fű               | Jonas Björkman      | 6-4, 6-3                 |
| 3.  | 2006. július 10.     | Gstaad, Svájc                         | Salak            | Feliciano López     | 7-6(4), 6-7(3), 6-3, 6-3 |
| 4.  | 2006. október 23.    | Lyon, Franciaország                   | Szőnyeg (fedett) | Marc Gicquel        | 6-3, 6-1                 |
| 5.  | 2007. szeptember 30. | Mumbai, India                         | Kemény           | Olivier Rochus      | 6-3, 6-4                 |
| 6.  | 2010. május 16.      | Nizza, Franciaország                  | Salak            | Fernando Verdasco   | 6-3, 5-7, 7-6(5)         |
| 7.  | 2012. szeptember 30. | Bangkok, Thaiföld                     | Kemény           | Gilles Simon        | 6–2, 6–1                 |
| 8.  | 2013. január 5.      | Doha, Katar                           | Kemény           | Nyikolaj Davigyenko | 3–6, 7–6(7–4), 6–3       |

### Elvesztett döntői (10)
| No. | Dátum               | Helyszín               | Borítás | Ellenfél a döntőben   | Eredmény a döntőben |
| 1.  | 2004. október 11.   | Metz, Franciaország    | Kemény  | Jérôme Haehnel        | 7-6, 6-4            |
| 2.  | 2005. május 9.      | Hamburg, Németország   | Salak   | Roger Federer         | 6-3, 7-5, 7-6       |
| 3.  | 2006. augusztus 7.  | Toronto, Kanada        | Kemény  | Roger Federer         | 2-6, 6-3, 6-2       |
| 4.  | 2007. május 6.      | Estoril, Portugália    | Salak   | Novak Đoković         | 7-6, 0-6, 6-1       |
| 5.  | 2007. október 7.    | Tokió, Japán           | Kemény  | David Ferrer          | 6-1, 6-2            |
| 6.  | 2008. július 13.    | Stuttgart, Németország | Salak   | Juan Martín del Potro | 6–4, 7–5            |
| 7.  | 2010. január 11.    | Sydney, Ausztrália     | Kemény  | Márkosz Pagdatísz     | 6–4, 7–6(2)         |
| 8.  | 2010. július 25.    | Gstaad, Svájc          | Salak   | Nicolás Almagro       | 5-7, 1-6            |
| 9.  | 2012. május 6.      | Estoril, Portugália    | Salak   | Juan Martín del Potro | 4-6, 2-6            |
| 10. | 2012. augusztus 12. | Toronto, Kanada        | Kemény  | Novak Đoković         | 3-6, 2-6            |

### Páros győzelmei (2)
| Összesítés                                            | Összesítés |
| ----------------------------------------------------- | ---------- |
| Grand Slam-torna                                      | (0)        |
| ATP World Tour Masters 1000 / ATP Masters Series      | (0)        |
| ATP World Tour 500 Series / International Series Gold | (0)        |
| ATP World Tour 250 Series / International Series      | (2)        |
| ATP World Tour Finals / Tennis Masters Cup            | (0)        |

| No. | Dátum            | Helyszín            | Borítás         | Partner            | Ellenfelei a döntőben       | Eredmény a döntőben |
| 1.  | 2006, május 8.   | Metz, Franciaország | Kemény (fedett) | Fabrice Santoro    | Julian Knowle Jürgen Melzer | 3-6, 6-1, [11-9]    |
| 2.  | 2008, január 12. | Sydney, Ausztrália  | Kemény          | Jo-Wilfried Tsonga | Bob Bryan Mike Bryan        | 4-6, 6-4, [11-9]    |

### Elvesztett páros döntői (1)
| No. | Dátum             | Helyszín            | Borítás | Partner          | Ellenfelei a döntőben | Eredmény a döntőben |
| 1.  | 2007, április 15. | Monte Carlo, Monaco | Salak   | Julien Benneteau | Bob Bryan Mike Bryan  | 6-2, 6-1            |